# Ahu Tahai
Ahu Tahai kompleks, kompleks od tri ahua kod grada Hanga Roa na zapadnoj obali Uskršnjeg otoka u Polineziji. Restaurirao ga je američki arheolog William Mulloy izmeđi 1968 i 1974. William Mulloy umro je 1978. a on i njegova supruga Emily Ross Mulloy sahranjeni su na kompleksu Tahai.
Kompleks Ahu Tahai spada u najstarije mauije na otoku. Kompleks čine Ahu Ko Te Riku, Ahu Vai Ure i Ahu Tahai. Ahu Ko te Riku ima jednu sada restauriranu statuu, s obojenim očima i crvenim pukaom na glavi. Ahu Vai Ure se satoji od pet moaija, jedna je bez glave a i ostale su oštečene. Ahi Tahai ima isto samo jednu erodiranu ali netaknutu skulpturu bez pukaoa i nalazi se nedakleko od Ahu Vai Ure.